# Jardín botánico Olocau-Sierra Calderona
El jardín botánico Olocau-Sierra Calderona cuenta con unos 40 000 m² y está gestionado conjuntamente por el Ayuntamiento de Olocau y varias asociaciones sin ánimo de lucro, que se encuentra en el municipio de Olocau, Valencia, Comunidad Valenciana, España.

## Localización
Para llegar:
- Por la carretera de Valencia a Bétera y aquí la Carretera de Bétera a Olocau km 11.
- Por Valencia a Liria y Marines, y tomar la Carretera de Olocau a Bétera km 6.

## Historia
El Jardín Botánico de Plantas Medicinales, Aromáticas, Culinarias y Autóctonas de la Sierra Calderona, fue impulsado en su creación por la Asociación de Iniciativas para el Desarrollo y el Empleo en el Medio Rural (AIDEM), cuyo objetivo principal es la inserción laboral de personas con dicapacidad.
La creación fue en colaboración con el Instituto de Mediación y Conciliación (IMECO), especializado en promover la convivencia en los Centros educativos, y con el Centro Especial de Empleo CEMPLEO PlantaSSolidariaS, dando el último impulso para su realización la Asociación Amigos del Jardín Botánico de Plantas Medicinales y Aromáticas Olocau-Sierra Calderona, que le da el apoyo necesario para su desarrollo.
El presidente se quedó con el dinero de los trabajadores y de los participantes en los talleres, personas con discapacidad de las que se aprovechó para crear el jardín. Hoy por hoy, completamente abandonado. Antes lo gestionaba AIDEM. pero el presidente hizo un ERE y se quedó con las subvenciones. IMECO, no se lo pudieron quitar porque lo convirtió en asociación. En estos momentos la extensión está en venta, aunque se encuentre en concurso de acreedores.

## Colecciones
Con más de 300 plantas medicinales, aromáticas o culinarias, árboles, arbustos y hierbas, son mayoritariamente silvestres de las que se pueden encontrar en el entorno del Campo de Turia y Sierra Calderona. 
No obstante hay un gran número de plantas medicinales, aromáticas y culinarias de otras latitudes.
- Plantas autóctonas de la Sierra Calderona
- Plantas medicinales
- Plantas culinarias
- Plantas de cultivo
- Plantas de huerto
- Plantas de jardín
- Plantas autóctonas
- Plantas silvestres
- Plantas foráneas
- Plantas solidarias
- El jardín de los sentidos
- Árboles frutales

Entre los endemismos valencianos son de destacar "la bracera" (Centaurea paui), "el clavellet de roca" (Minuartia valentina), "l'herba de llunetes" (Biscutella calduchii) y otras como el "pericó de sureda" (Hypericum androsaemum) y la "ginesta de sureda" (Cytisus villosus).

## Objetivos y actividades
Un proyecto social, formativo y de recreo, en el que se hace énfasis en las temáticas de: 
- Salud, con la capacitación de agentes tradicionales de promoción de las plantas medicinales, aromáticas y culinarias, así como de las plantas autóctonas de la Sierra Calderona.
- Investigación con estudios, censos y protección de las plantas medicinales de la Sierra Calderona, de la comarca del Campo de Turia y de otras latitudes próximas y apartadas.
- Ecología, con la preservación de la biodiversidad a través de la creación en el jardín botánico de secciones de plantas medicinales, aromáticas, culinarias y plantas autóctonas.
- Cultura, Educación y Ecoturismo, mediante la valorización cultural, educativa, formativa y de autonomía de las poblaciones locales de sus plantas medicinales, aromáticas, culinarias y autóctonas.